# ماسبورگ
ماسبورگ (به آلمانی: Masburg) یک شهر در آلمان است که در کوخم-تسل واقع شده‌است. ماسبورگ ۱٬۰۹۰ نفر جمعیت دارد.